# Geografie van Antarctica

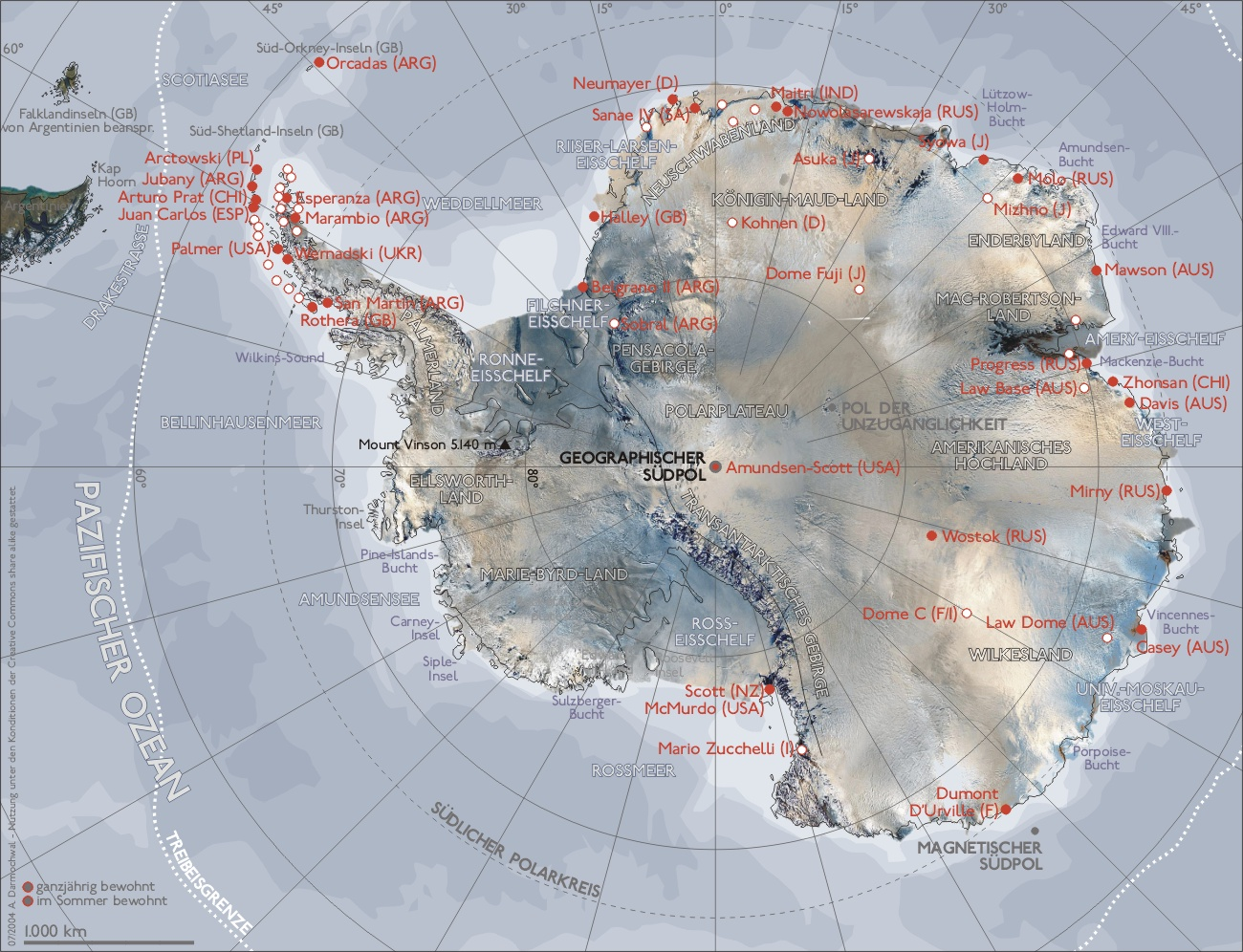
Antarctica.

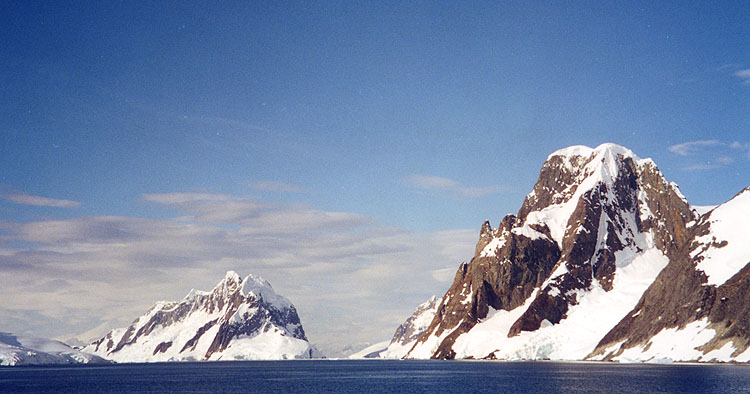
Booth Island en Mount Scott

Antarctica is het continent dat voor het grootste deel ten zuiden van de Zuidpoolcirkel ligt.

## Algemeen
Antarctica is het op vier na grootste continent, na Azië, Afrika, Noord-Amerika en Zuid-Amerika. Het is groter dan Australië en Europa.
Antarctica wordt door het Transantarctisch Gebergte, tussen de Rosszee en de Weddellzee, in tweeën verdeeld. Het gedeelte ten westen van de Weddellzee en ten oosten van de Rosszee wordt West-Antarctica genoemd, en het andere gedeelte Oost-Antarctica, aangezien ze ongeveer ten westen en ten oosten van de meridiaan van Greenwich liggen. Dit gebruik wordt door sommigen gezien als eurocentrisme. De termen Klein- en Groot-Antarctica worden soms ook gebruikt.
Op kaarten wordt het gebied meestal afgebeeld met de meridiaan van Greenwich boven.
Rond Antarctica stroomt de westenwinddrift met daarvan ten zuiden twee gyres, de Rossgyre en de Weddellgyre.

### Geografische namen
Voor de naamgeving van plaatsen en gebieden in Antarctica is een van de meest gezaghebbende publicaties de Composite Gazetteer of Antarctica (CGA) van het Wetenschappelijk Comité voor Antarctisch Onderzoek (SCAR), een onderdeel van de Internationale Raad voor Wetenschappen.

## Klimaat
Antarctica is het koudste, gemiddeld hoogste en winderigste continent. Tijdens de Antarctische zomer komt meer zonnestraling door op de Zuidpool dan op de evenaar in de overeenkomstige periode.
De zeer lage temperaturen variëren met hoogte, locatie en afstand tot de zee. Oost-Antarctica is kouder dan West-Antarctica, en het Antarctisch Schiereiland heeft het meest gematigde klimaat. Daar schommelen de temperaturen in het midden van de zomer, rond januari, rond het vriespunt.

## Terrein
Ongeveer 98% continentaal landijs en 2% kale rots. Het continent is bergachtig waarbij de hoogste top, op het Vinsonmassief bijna 4900 meter hoog is. IJsvrije kustgebieden zijn onder andere het zuidelijke gebied van Victorialand, Wilkesland, het Antarctisch Schiereiland en delen van het eiland Ross; ongeveer de helft van de kust wordt gedomineerd door ijsschotsen, en ijsbergen vergroten het continent nog eens 11%.

## Vulkanen
Op het vasteland van Antarctica bevinden zich vier actieve vulkanen: Mount Melbourne, Mount Berlin, Mount Kauffman, en Mount Hampton.

## Natuurlijke grondstoffen
Hoewel geen enkel erts op dit moment wordt ontgonnen zijn er grote hoeveelheden ijzer, chroom, koper, goud, nikkel, platina, andere mineralen en steenkool aanwezig.

## Statistieken
Statistieken van de geografie van Antarctica:
- Oppervlakte: 14 miljoen km² (45.000 km² ijsvrij, 12,72 miljoen met ijs bedekt)
- Kustlijn: 45000 km
- Laagste punt: Zeeniveau: 0 m . Enkele putten onder het ijs zijn echter onder zeeniveau, waarbij de Bentleydiepte met -2496 m het diepste punt is.
- Hoogste punt: Mount Vinson, 4892 m